# Daniel Frasson
Daniel Frasson (Siderópolis, Brasil, 10 de diciembre de 1966-Criciúma, Brasil, 15 de julio de 2023) fue un futbolista y entrenador de fútbol brasileño que jugó en la posición de centrocampista.

## Carrera

### Jugador
| Periodo   | Club                |
| --------- | ------------------- |
| 1986–1989 | Figueirense FC      |
| 1990      | Blumenau EC         |
| 1991      | CA Bragantino       |
| 1992-1993 | Inter de Limeira    |
| 1993-1994 | SE Palmeiras        |
| 1994      | SC Internacional    |
| 1994      | Atlético Mineiro    |
| 1995      | EC Juventude        |
| 1996      | Criciúma EC         |
| 1996      | CA Juventus         |
| 1997      | Paraná Clube        |
| 1997      | XV de Piracicaba    |
| 1997      | Fortaleza EC        |
| 1998      | XV de Piracicaba    |
| 1998      | Portuguesa Santista |
| 1999      | Iraty SC            |
| 1999      | Figueirense FC      |
| 2000      | Inter de Limeira    |
| 2000-2002 | Fortaleza EC        |
| 2002      | Guarany de Sobral   |
| 2003      | Fortaleza EC        |

### Entrenador
| Periodo   | Club                |
| --------- | ------------------- |
| 2006-2007 | Fortaleza EC        |
| 2007      | Ferroviário AC      |
| 2007      | Crato EC            |
| 2008      | Guarani de Juazeiro |
| 2009      | Caucaia EC          |
| 2010      | Nova Russas         |
| 2011      | Quixadá FC          |
| 2011-2012 | Sabiá FC            |
| 2014      | EC Flamengo         |
| 2014      | Sabiá FC            |
| 2017-2018 | Fortaleza EC        |
| 2019      | AS Tiradentes       |
| 2021      | CA Itajaí           |
| 2022      | Gurupi EC           |

## Logros
- Campeonato Brasileño de Serie A (2): 1993, 1994
- Campeonato Paulista (2): 1993, 1994
- Campeonato Mineiro (1): 1995
- Campeonato Cearense (2): 2000, 2001
- Torneo Río-São Paulo (1): 1993

## Muerte
Frasson murió en Criciúma el 15 de julio de 2023 a los 56 años a causa de un cáncer de colon.